# Great Teacher Onizuka
Great Teacher Onizuka (グレート・ティーチャー・オニヅカ, Gurēto Tīchā Onizuka) is een Japanse mangaserie die is geschreven en geïllustreerd door Toru Fujisawa.
In november 2007 werd bekend dat de manga van GTO ruim 50 miljoen keer is verkocht. Het won in 2008 de Kodansha-mangaprijs in de categorie shōnen.
Vanwege de populariteit van de manga werden er meerdere afgeleide werken van Great Teacher Onizuka geproduceerd, waaronder een televisiedrama van 12 afleveringen in 1998, een live-actiefilm in 1999, en een animeserie bestaande uit 43 afleveringen in 1999. Een tweede live-actieserie werd in Japan uitgezonden in 2012 en in 2014.

## Plot
De serie gaat over de 22-jarige Eikichi Onizuka. Onizuka is een voormalig bendelid en ziet hoeveel invloed een leraar op een meisje heeft. Hij besluit om leraar te worden. Na het amper behalen van zijn lesbevoegdheid leert hij twee dingen over zichzelf; hij heeft bewustwording en een gevoel voor moraal. Dit belet hem van romantische plannen met schoolmeisjes. Hun aantrekkelijke moeders is echter een ander verhaal.
Onizuka geniet van het schoolleven en leert de studenten levenslessen in plaats van de reguliere lesstof. Ook probeert hij het traditionele schoolsysteem te vernieuwen. Met zijn eigenzinnige filosofie en doelgerichtheid wil hij de beste docent in Japan worden.
Nadat een klas op een andere school hun oude docenten heeft weggepest, komt Onizuka als nieuwe leraar voor deze klas te staan. Hij past ongebruikelijke methodes toe, die lijken te slagen.

## Media

### Mangaserie
De mangaserie is geschreven en geïllustreerd door Toru Fujisawa, en is gepubliceerd in het Weekly Shonen Magazine van 8 januari 1997 tot 13 februari 2002. De serie werd verzameld in 25 tankōbon-volumes, een op zichzelf staande uitgave van een manga.

### Live-actiefilm
Een Japans televisiedrama werd uitgezonden van 7 juli 1998 tot 22 september 1998. In de hoofdrol speelt Takashi Sorimachi als Onizuka.

### Anime
Een animeserie bestaande uit 43 delen werd uitgezonden van 30 juni 1999 tot 24 september 2000 op de Japanse televisie en is geproduceerd door Studio Pierrot. De serie is geregisseerd door Noriyuki Abe en Horiyuki Ishido. Rollen worden vertolkt door onder meer Wataru Takagi, Fumiko Orikasa, Tomokazu Seki en Hikaru Midorikawa.